# Doppio inganno (romanzo)
Doppio inganno (The Bourne Supremacy) è un romanzo del 1986 dello scrittore statunitense Robert Ludlum. È il secondo titolo della fortunata trilogia con protagonista Jason Bourne, iniziata con Un nome senza volto e conclusa da Il ritorno dello sciacallo.

## Trama
Jason Bourne si è ormai ripreso in gran parte dalla precedente amnesia ed è tornato anche in ottima forma fisica; seguito regolarmente dall'amico psichiatra Morris Panov, ora vive con Marie in una cittadina del Maine dove insegna orientalistica all'università con il suo vero nome, David Webb. Nel frattempo in Asia si sta negoziando il passaggio di Hong Kong dal Regno Unito alla Repubblica Popolare Cinese, ma gli agenti diplomatici inglesi e americani sono allarmati dalla comparsa di un imitatore di Bourne, pagato da un alto funzionario cinese per eliminare i propri rivali politici. Temendo che la Cina possa addossare all'Occidente la responsabilità di quegli omicidi prendendoli a pretesto per scatenare pesanti reazioni militari, essi decidono di utilizzare Webb per catturare il nuovo killer. Consapevoli tuttavia di non poterne ottenere la collaborazione volontaria a causa della sua diffidenza e ostilità per il governo statunitense, rapiscono Marie fingendosi uomini di un potente tai-pan cinese e costringono così Webb a indossare di nuovo i panni di Bourne.

## Personaggi principali
- Jason Bourne
- Marie, moglie di Jason Bourne.

## Edizioni
- (EN)  Robert Ludlum, The Bourne Supremacy, New York, Random House, 1986. ISBN 0-394-54396-3.
- (IT)  Robert Ludlum, Doppio inganno (trad. it. di Luciana Bianciardi), Milano, Rizzoli, 1986. ISBN 88-17-11368-9.

## Al cinema
Da questo best seller nel 2004 è stato tratto un film, The Bourne Supremacy, diretto da Paul Greengrass, con Matt Damon nel ruolo di Jason Bourne, Franka Potente (Marie), Brian Cox, Julia Stiles e Karl Urban.